# Ifjabb Károly frank király
Ifjabb Károly (kb. 772 – 811. december 4.) volt Nagy Károly második fia, az első harmadik feleségétől, Hildegardtól. Amikor Nagy Károly felosztotta birodalmát fiai között Ifjabb Károly kapta a frank királyi címet.
Idősebb bátyja, Púpos Pipin, kitagadása után két öccsével, Pipinnel és I. Lajossal osztoztak a birodalmon. Az előbbi kapta Itáliát, az utóbbi Aquitániát. Károly figyelmét leginkább a bretonok kötötték le, ám nem ért el sikereket mivel közben a szászokat is fel kellett tartania. Nagy Károly végül túlélte fiát, így az egész örökség Lajosra szállt, mivel eddigre Pipin is meghalt.
789 körül Nagy Károly felajánlotta hogy Ifjabb Károly vegye feleségül Offa merciai király lányát, Ælflæd-t, ám Offa ebbe csak akkor egyezett bele, ha Nagy Károly lánya, Berta, hozzámegy az ő fiához, Ecgfrith-hez. Nagy Károly megsértődött, felbontotta a megállapodást és lezárta a Britannia felőli határokat. Végül a kapcsolat helyreállt és a határok megnyíltak. Csak néhány évvel később, 796-ban, Nagy Károly és Offa megkötötte a történelemben ismert első angol szerződést.
Nagy Károly társuralkodójává tette fiát Frankföldön és Szászországban 790-ben és a ducatus Cenomannicus (a későbbi Maine-i Hercegség) uralkodójává nevezte ki királyi címmel. Ifjabb Károlyt Rómában 800. december 25-én a frankok királyává koronázták, apját pedig ugyanaz nap császárrá.
811. december 4-én, Bajorországban szívrohamot kapott és meghalt. Nem hagyott maga után gyereket.